# What Comes After (The Walking Dead)
What Comes After é o quinto episódio da nona temporada da série de televisão de drama pós-apocalíptico The Walking Dead. Foi originalmente exibido na AMC, nos Estados Unidos, em 4 de novembro de 2018. Esse episódio marca a última aparição de Andrew Lincoln e Pollyanna McIntosh na série, interpretando Rick Grimes e Anne, respectivamente. Marca também a última aparição de Lauren Cohan no papel de Maggie Greene na nona temporada. Além disso, esse episódio tem um salto temporal de seis anos, que introduz o grupo de Magna, interpretada por Nadia Hilker, à série e apresenta uma nova Judith Grimes, agora interpretada por Cailey Fleming. Esse episódio tem as participações especiais de Jon Bernthal, Sonequa Martin-Green e Scott Wilson, em alucinações de Rick. Foi o último trabalho de Wilson antes de sua morte, em 6 de outubro.

## Enredo
Em um estado de sonho, Rick (Andrew Lincoln) fala com seu eu do passado no quarto do hospital a partir de quando ele estava em coma, dizendo-lhe para acordar. De repente, Rick vê um bando de pássaros do lado de fora se transformar em helicópteros e depois olha para baixo e encontra seu abdômen coberto de sangue. Seu passado, brincando, diz para ele acordar. De volta à realidade, Rick acorda, ainda preso ao vergalhão. Com os caminhantes se aproximando, Rick usa o cinto para se levantar dolorosamente. Ele se arrasta de volta ao cavalo e quase não escapa do rebanho. Em outro lugar, a van de Anne (Pollyanna McIntosh) quebra na estrada e seu helicóptero entra em contato pelo rádio para saber se ela tem o "A". Ela mente e confirma que sim, dizendo que estão prontas para o transporte. No cavalo, Rick diz a si mesmo que ele precisa manter a horda próxima para levá-los embora. Ele fica perdendo a consciência repetidamente e sonha brevemente com a fazenda de Hershel (Scott Wilson), o carro capotado dos criminosos e seu quarto de hospital. Ele vai até uma cabana velha e encontra uma toalha de mesa que usa como torniquete antes de desmaiar. Em Alexandria, Michonne (Danai Gurira) passa um tempo com Judith (Chloe Garcia-Frizzi) quando Scott (Kenric Green) chega para informá-la que Maggie (Lauren Cohan) chegou. Em outro sonho, Rick cavalga para Atlanta e encontra Shane (Jon Bernthal) em seu antigo carro da polícia. De repente, ele está lá dentro e eles estão de volta ao campo no dia em que ele foi baleado, comendo hambúrgueres. Rick diz a Shane que ele está procurando sua família, e Shane brinca que é tecnicamente sua família e pergunta se ele está cuidando de sua filha. Rick, brincando, o chama de imbecil. Shane o elogia por matá-lo, mordendo a garganta de Joe (Jeff Kober) e matando Gareth (Andrew J. West), mas depois pergunta por que ele deixou Negan (Jeffrey Dean Morgan) viver. Ele o encoraja a encontrar sua raiva e matá-lo. Rick olha para os hambúrgueres, que agora são poeira, e pede desculpas a Shane pelo que ele fez com ele. Shane o perdoa e furiosamente diz para ele acordar, trazendo Rick de volta à realidade por tempo suficiente para evitar que Rick fosse pego pelos caminhantes na cabana. Ele consegue escapar por pouco e volta a cavalo.
De volta a Alexandria, Maggie chega do lado de fora da cela de Negan com um pé de cabra antes de ser parada por Michonne. Ela diz a Michonne que Negan deveria ter morrido debaixo daquela árvore e Michonne pergunta se é isso que Glenn (Steven Yeun) teria desejado. Maggie então diz que não sabe o que Glenn iria querer e que não teve chance de se despedir. Michonne dá as chaves da cela para Maggie e ela entra. Negan ri enquanto Maggie exige que ele se ajoelhe. Negan provoca Maggie e implora que ela o mate. Ela abre a cela e o joga contra a parede enquanto ele implora pela morte. Maggie grita com Negan, irritada, perguntando-lhe por que ela deveria matá-lo. Ele soluça e admite que quer se reunir com sua esposa, Lucille. Ela diz a ele para voltar a cela, porque ele já é pior do que morto. Maggie sai e Michonne parece satisfeita por ela não ter matado Negan. De repente, Dianne (Kerry Cahill) vem correndo e conta a eles sobre o tiroteio no acampamento. Na estrada, Rick tenta viver, enquanto o rebanho continua a segui-lo. Ele alucina novamente e desta vez está de volta à fazenda. Hershel sorri e o cumprimenta. Rick o abraça e pede desculpas pelo que aconteceu com ele e sua família, mas Hershel lembra que Maggie é forte. Rick diz que ele tem que encontrar sua família, mas Hershel diz que não e que ele precisa acordar. Rick acorda antes de alucinar novamente. Ele está de volta ao hospital e vê uma porta semelhante, desta vez dizendo: "Não abra, mortos lá fora". Ele passa por ela e encontra uma pilha de cadáveres de todos os seus amigos, mortos e vivos. Rick caminha entre eles até ver Sasha (Sonequa Martin-Green). Ela diz que nada disso é real e é hora de ele acordar. Rick acorda de novo e cai do cavalo no acampamento de trabalho, que foi abandonado quando os caminhantes se espalharam pelo lugar. Rick usa sua arma para atirar em Norris (Aaron Farb), Kathy (Nicole Barré) e outro morador do Reino reanimado. O barulho atrai o rebanho, que destrói o acampamento, então ele reúne forças para mancar antes de cair perto da ponte. De repente, Daryl (Norman Reedus), Maggie, Carol (Melissa McBride), Ezekiel (Khary Payton) e os outros passam correndo por ele para matar os caminhantes. Michonne para e vê a ferida de Rick. Ela lembra que se apaixonou por ele porque ele é um guerreiro. Depois de matar os caminhantes, todos param para observá-los. Michonne diz a Rick o quanto ela o ama e ele diz: "Isso não é real". Michonne diz a ele que é real e o beija antes de dizer para ele acordar. Ele acorda, agora sozinho em frente à ponte. Os caminhantes se aproximam enquanto Rick se afasta. Ele atravessa a ponte e se vira, esperando ver os caminhantes caírem, sem sucesso. Um caminhante se afasta centímetros de Rick antes de levar um tiro na cabeça pela besta de Daryl, que chega junto com Michonne, Maggie e o resto. 
Maggie e Michonne traçam um plano para desviar os caminhantes, mas Rick não permite. Ele percebe a dinamite na ponte, mira e diz para si mesmo "os encontrei", antes de disparar e acender a dinamite. A ponte se inflama e explode, enquanto Michonne e o resto só podem assistir horrorizados. Supondo que Rick esteja morto, Michonne grita, tentando alcançá-lo enquanto Maggie e Carol a seguram e a confortam. Daryl chora e depois se afasta. Perto, o helicóptero chega para buscar Anne e seu suposto "A". Ela saca a arma, mas de repente vê Rick ferido na margem do rio, ainda vivo. Ela rapidamente diz que tem um "B", mas ele precisa de ajuda imediatamente. Ela promete que não é um truque e explica que está apenas tentando salvar um amigo que uma vez a salvou. Eles concordam com o acordo dela e baixam o helicóptero. Lá dentro, Rick acorda ligado a equipamentos médicos e Anne garante que ele ficará bem e que "eles" o salvarão. O helicóptero voa para o desconhecido, enquanto a área abaixo envelhece.
Seis anos depois, Magna (Nadia Hilker) derruba dois caminhantes antes de dizer ao seu grupo, que está lutando contra um rebanho, para correr. Luke (Dan Fogler) apunhala um andador enquanto Connie (Lauren Ridloff) está golpeando a cabeça de um andador com uma pedra. Kelly (Angel Theory) bate e mata um andador usando um galho grosso. Quando Connie se levanta, outro caminhante se aproxima dela por trás, mas ela não ouve devido à sua surdez, e Yumiko (Eleanor Matsuura) o ataca e mata. Ela se vira e mata outro, que cai sobre ela, fazendo-a bater com a cabeça em uma pedra que está caída no chão. Magna vem correndo enquanto ela e os outros ajudam Yumiko a se levantar, se preparando para enfrentar o rebanho. Eles rapidamente ficam sobrecarregados, mas são salvos quando os caminhantes ao seu redor são baleados. Magna e seu grupo escapam para a floresta para encontrar uma jovem garota que pede seus nomes. Eles se apresentam e perguntam qual é o nome dela. A garota pega o chapéu no chão e se apresenta como Judith Grimes (Cailey Fleming).

## Produção
Este episódio marca a última aparição de Andrew Lincoln (Rick Grimes) e Pollyanna McIntosh (Anne). Foi confirmado que ambos os atores participariam de uma série de três filmes originais da AMC para continuar a história de Rick, com a produção sendo a primeira a começar em 2019. Lincoln trabalhou com Scott Gimple, ex-showrunner e atualmente gerente de conteúdo de todas as propriedades de The Walking Dead da AMC, sobre como a história de Rick poderia continuar por algum tempo. Eles haviam estabelecido desde o início que precisava envolver Anne e o helicóptero, e estabeleceram esses elementos nas temporadas anteriores para se preparar para esse ponto. A showrunner Angela Kang também confirmou que este episódio seria o último episódio desta temporada para Lauren Cohan como Maggie Greene, devido a compromissos anteriores que ela havia assumido para o programa Whiskey Cavalier; Kang afirmou que eles têm histórias adicionais que podem contar com a personagem de Maggie, caso Cohan possa retornar. Para encerrar a história de Maggie, eles apresentaram a cena com Maggie e Negan, que ocorreu muito mais tarde na série de quadrinhos (após a introdução dos Sussurradores). Isso lhes deu uma maneira de levar Maggie adiante e além de sua obsessão por Negan, caso Cohan pudesse retornar.
A cena de abertura mostra o horizonte da parte alta da cidade de Charlotte, com os pássaros e helicópteros voando para o sul na Church Street. A cabine que Rick usa para descansar foi modelada conforme a cabine do filme The Evil Dead, incluindo uma réplica de seu Necronomicon na mesa. O produtor do episódio, Greg Nicotero, já havia trabalhado em Evil Dead 2.
Todas as cenas dos sonhos foram filmadas em um palco sonoro no Raleigh Studios, usando efeitos de tela verde para o fundo. Essas cenas eram para trazer pessoas do passado de Rick que o ajudariam a se mover enquanto ele lutava com sua perda de sangue. Isso levou a uma discussão sobre quem trazer de volta para essas cenas entre Kang e os escritores Scott Gimple e Matt Negrete, que precisavam de personagens essenciais para Rick. Shane, interpretado por Jon Bernthal, foi considerado essencial, dado o impacto de Shane na história de Rick ao longo do show. Hershel interpretado por Scott Wilson era visto como uma figura paterna para Rick, e Sasha interpretada por Sonequa Martin-Green era visto como um soldado que sabia como colocar o objetivo maior em suas prioridades. Eles haviam pensado em trazer de volta outros como Steven Yeun, que interpretou Glenn, mas havia conflitos de agendamento. Esse acabou sendo o último papel na tela de Wilson antes de sua morte; no dia em que anunciaram que Bernthal, Wilson e Martin-Green retornariam em papéis de convidado para este episódio durante a Comic Con de Nova York de 2018 em outubro de 2018, Wilson morreu de complicações por leucemia. Além disso, os ex-atores de The Walking Dead, Lennie James, Sarah Wayne Callies, Emily Kinney e Michael Cudlitz, forneceram participações especiais de voz como seus personagens Morgan Jones, Lori Grimes, Beth Greene e Abraham Ford, respectivamente, como parte dos sonhos lúcidos de Rick.
A cena de Rick caminhando entre os corpos daqueles que ele conhecia inclui uma mistura de seus colegas atores, duplas de ex-personagens e manequins para outros personagens. A cena em si foi inspirada em uma das capas especiais da edição 100 da história em quadrinhos, onde Glenn é morto por Negan. Essa cena originalmente tinha alguns corpos se erguendo para torná-la mais angustiante para Rick, incluindo Negan, mas isso acabou sendo cortado. Kang afirmou que eles sentiram que Shane servia bem como um personagem antagonista para Rick, mas tinha uma amizade e conexão com ele, enquanto a hostilidade de Negan teria sido mais direta. As cenas finais filmadas para o episódio envolveram o cenário do hospital, onde Rick acordou pela primeira vez no episódio piloto "Days Gone Bye", embora com pequenas mudanças. Para apoiar ainda mais o arco de Rick, eles reutilizaram a música "Space Junk" de Wang Chung, que também foi apresentada em "Days Gone Bye".
O episódio inclui um salto de tempo estimado em seis anos, de acordo com Kang. O episódio apresenta Cailey Fleming como Judith mais velha, bem como os membros do grupo de Magna, Nadia Hilker, incluindo Lauren Ridloff como Connie, Angel Theory como Kelly, Eleanor Matsuura como Yumiko e Dan Fogler como Luke, que são elementos-chave relacionados com o arco dos Sussurradores nos quadrinhos.

## Recepção

### Crítica
What Comes After recebeu críticas positivas, com elogios voltados para o desempenho de Andrew Lincoln e o retorno de Jon Bernthal como Shane Walsh. No Rotten Tomatoes, o episódio tem uma taxa de aprovação de 76%, com uma pontuação média de 6,4 de 10, com base em 33 avaliações, o episódio de pontuação mais baixa da temporada no site. O consenso crítico diz: "'What Comes After' serve como uma despedida emocionalmente emocionante e empolgante para o líder da série, Andrew Lincoln, embora alguns espectadores possam achar que a partida ambígua de Rick Grimes é mais um problema do que um alívio".

### Audiência
O episódio teve um total de 5.41 milhões de espectadores em sua exibição original na AMC na faixa de 18-49 anos de idade. Foi o programa de TV a cabo mais bem avaliado da noite, e o episódio marcou um aumento na audiência em relação à semana anterior.